# Lionel Baier
Lionel Baier (nacido el 13 de diciembre de 1975 en Lausana, Suiza) es un director de cine y actor suizo. 

## Filmografía como director

### Cortometrajes
- Mignon à croquer (1999)
- Mon père, c'est un lion (2002)
- La Parade (notre histoire) (2002)

### Largometrajes
- Garçon stupide (2004)
- Comme des voleurs (2006)